# Silo

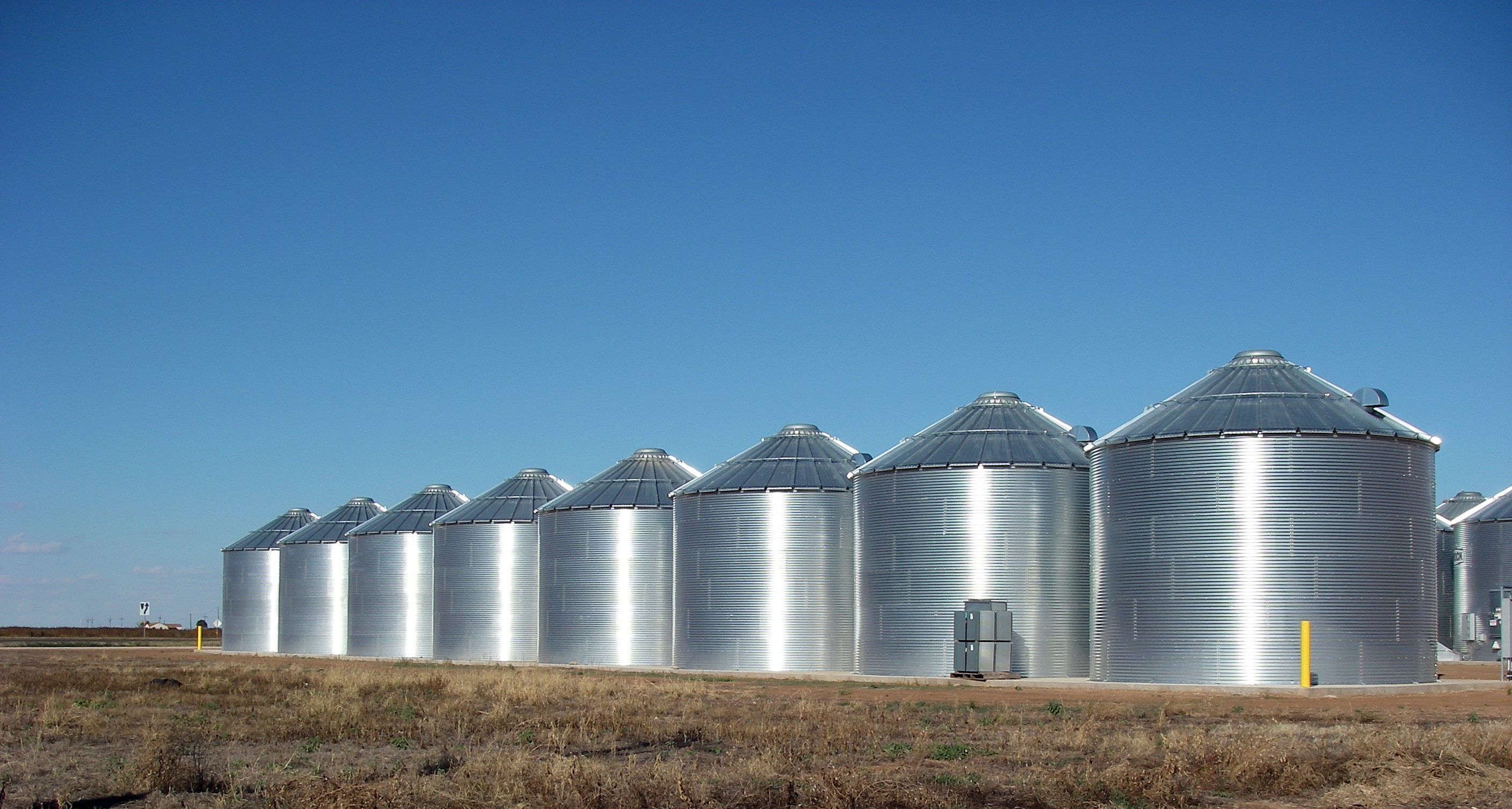
Silo thép ở Ralls, Texas, Hoa Kỳ.

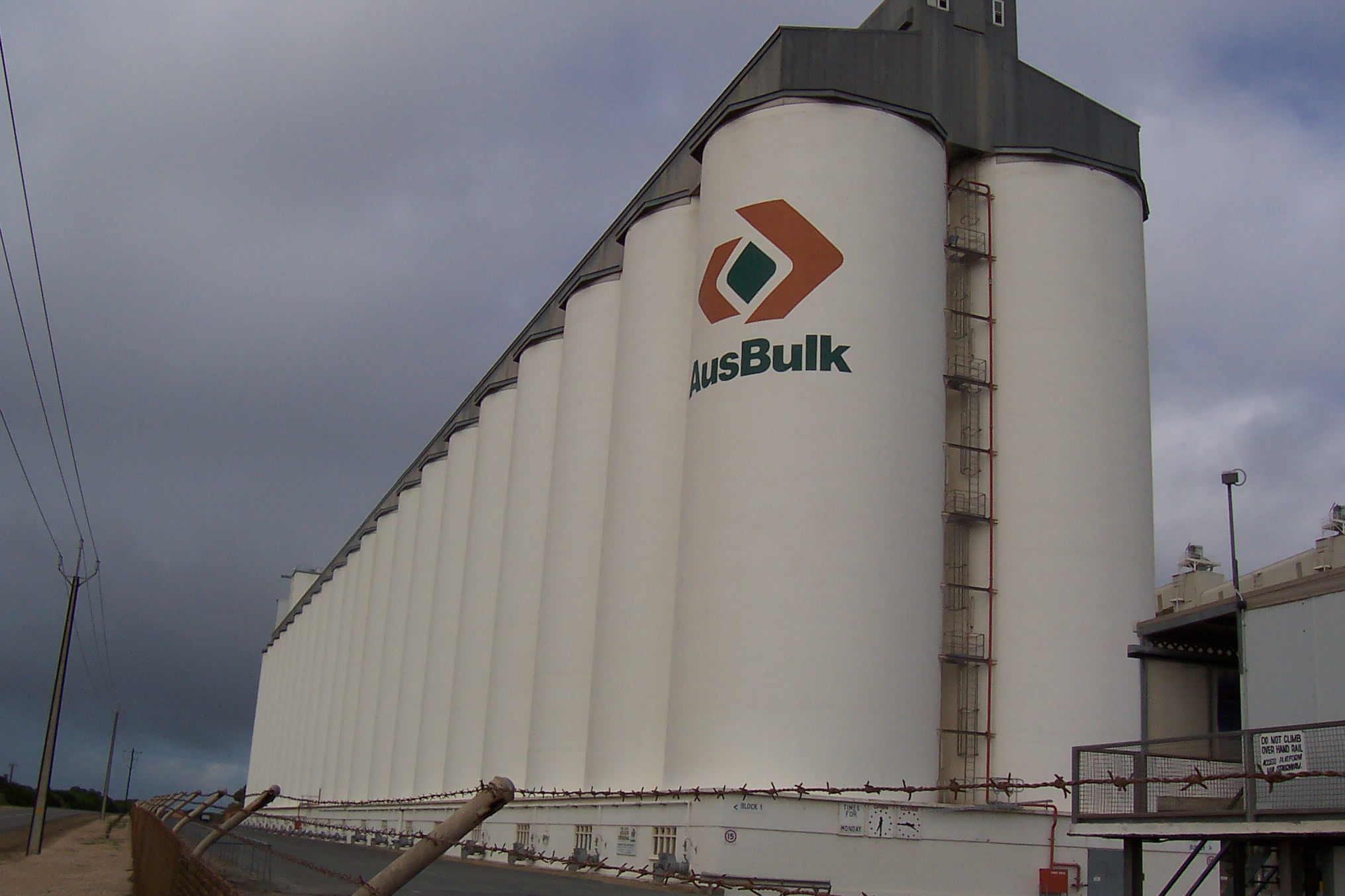
Một kho thóc lúa bao gồm nhiều silo nằm sát nhau ở Cảng Giles, Nam Australia.

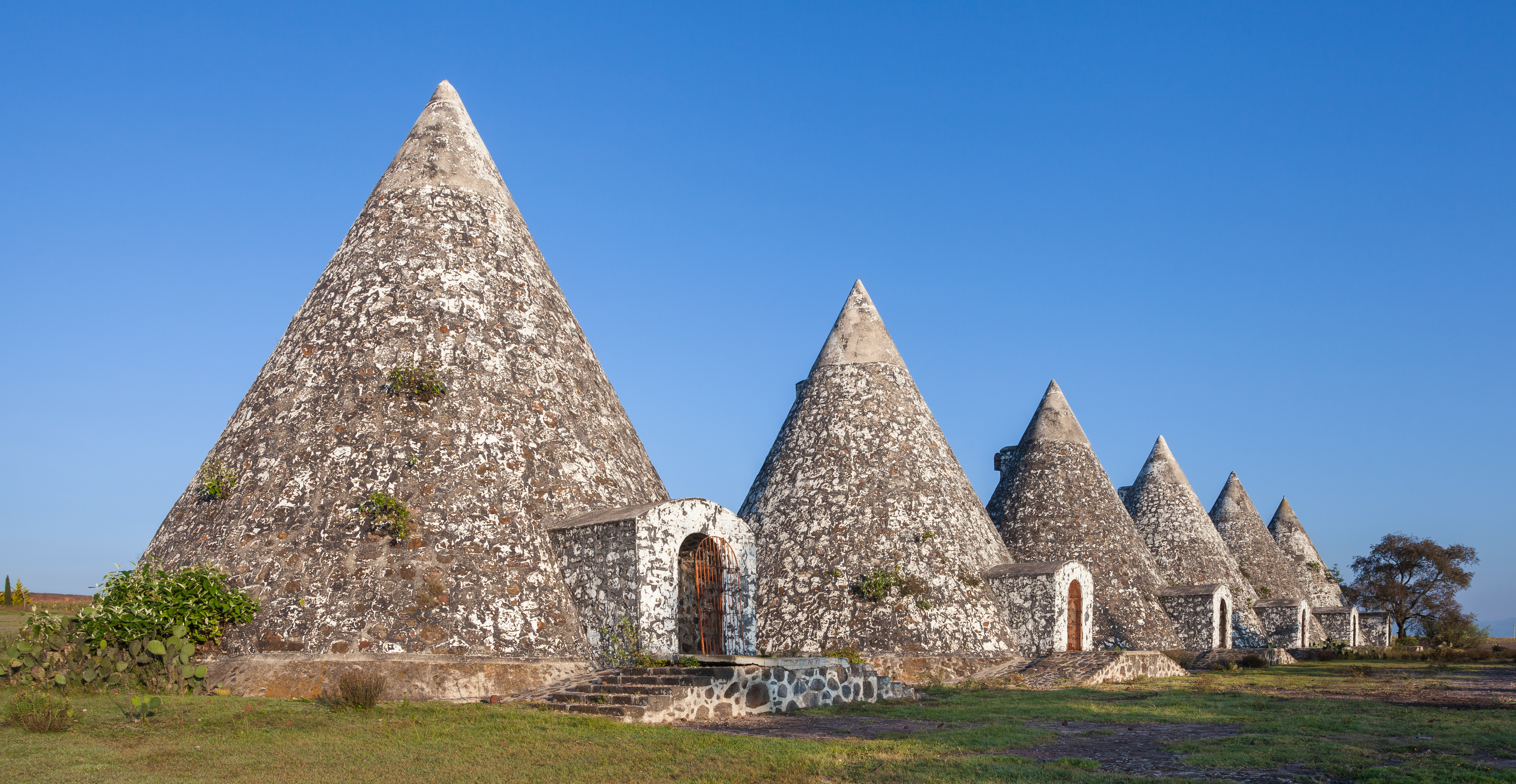
Silo ở Acatlán, Hidalgo, Mexico.

Silo (từ tiếng Hy Lạp σιρός – siros, "Hầm để chứa hạt") là một cấu trúc để lưu trữ các vật liệu không đóng bao. Silo được sử dụng trong nông nghiệp để lưu trữ ngũ cốc (kho thóc lúa) hoặc thức ăn lên men, được gọi là thức ăn ủ chua. Silo thường được sử dụng để lưu trữ số lượng lớn ngũ cốc, than, xi măng, muội than, gỗ, thực phẩm và mùn cưa. Ba loại silo đang được sử dụng rộng rãi hiện nay gồm silo tháp, silo hầm và silo túi.